# Cheilosia pini
Cheilosia pini är en tvåvingeart som beskrevs av Becker 1894. Cheilosia pini ingår i släktet örtblomflugor, och familjen blomflugor.
Artens utbredningsområde är Österrike. Inga underarter finns listade i Catalogue of Life.